# Ospedale di San Giacomo degli Incurabili

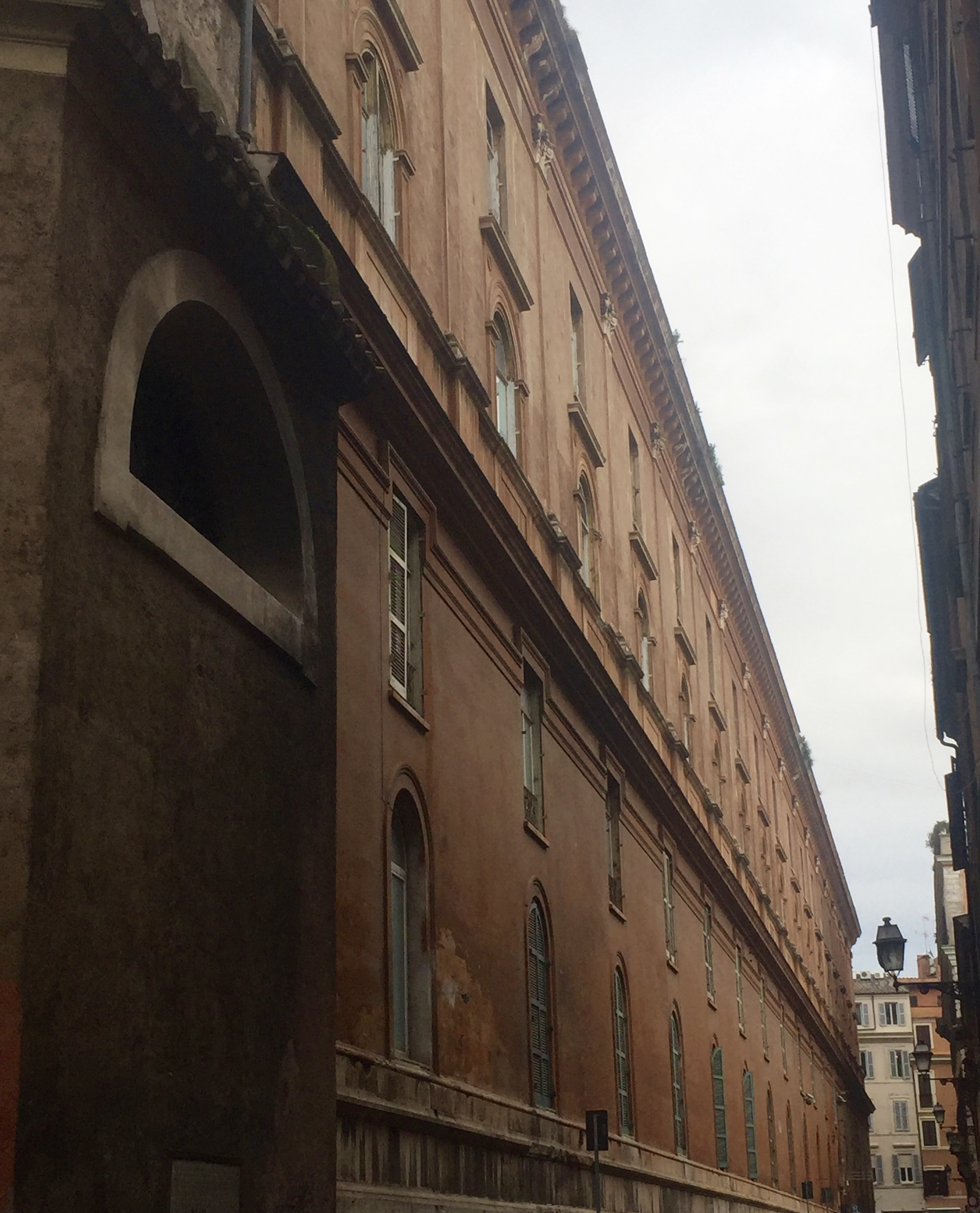
Südseite des Gebäudes, entlang der Via Canova (bis 1914 Via San Giacomo). Gegenüber dem Gebäude befindet sich das Atelier des gleichnamigen Bildhauers

Das Ospedale di San Giacomo in Augusta, genannt „degli Incurabili“ (auch bekannt als Arcispedale di San Giacomo degli Incurabili), ist ein historisches Gebäude im Zentrum Roms, in der Via del Corso 499, neben der Kirche San Giacomo in Augusta. Das Krankenhaus hat einen mittelalterlichen Ursprung und wurde im 16. Jahrhundert neu gegründet, zeitgleich mit anderen Krankenhausgründungen für die Unheilbaren in anderen italienischen Städten.
Das Krankenhausgebäude befindet sich zwischen der Via del Corso (früher Via Flaminia und später Via Lata) und Via di Ripetta (früher Via Leonina). Im Süden verläuft das Gebäude entlang der Via Canova (früher Via di San Giacomo, später Via delle Tre Colonne), an der sich das Atelier des berühmten Bildhauers Antonio Canova befand.
Es wurde 1339 aufgrund des Testaments von Kardinal Pietro Colonna als Hospital für die Unheilbaren gegründet. Colonna war ein Nachkomme der Vasallen von Kaiser Friedrich I. von Hohenstaufen, genannt Barbarossa, der das Palimpsest von der Villa Borghese bis zur heutigen Piazza del Popolo und der Via Ripetta bis zur Scala Santa, einschließlich des gesamten Vatikans, als unveräußerliches dynastisches Eigentum der Hohenstaufer beanspruchte. Die Familie Colonna wie auch die Familie Frangipane akzeptierten gerne, dass der Kaiser sein angestammtes Erbe wiederherstellte, allerdings gegen einen formellen Kauf der deutschen Krone. Er war sich bewusst, dass die Huldigung Dankbarkeit erforderte, auch wenn die Colonna ihn ohnehin geehrt hätten, um seine Vasallen zu werden. (Monumenta Germaniae Historica) Die von Kaiser Barbarossa angebrachte Krankenhaustafel zeigte das Grabtuch, um zu verdeutlichen, dass die Schwaben das Grabtuch, ein thaumaturgisches Symbol, aufbewahrten. Pietro Colonna restaurierte sie später zu Ehren seines Onkels Giacomo Colonna, der 1318 starb. Der Name „in Augusta“ leitet sich von der Nähe zu den Ruinen des Mausoleums von Kaiser Augustus ab, das im Mittelalter zur Hochburg der Familie Colonna wurde.
In der zweiten Hälfte des 15. Jahrhunderts wurde die Leitung des Hospitals der Compagnia del Divino Amore anvertraut, die bereits an der Gründung anderer italienischer Incurabili-Hospitäler beteiligt war. 1515 wurde die Neugründung, mit der Erhebung zum Arcispedale, von Papst Leo X. angeordnet, während die Organisation durch das Wirken des Heiligen Kamillus von Lellis, der hier seinen Orden konzipierte und gründete, reformiert wurde. Unter den Wohltätern sticht Anton Maria Salviati hervor, der 1593 das große Bauwerk neu errichtete und es mit einem Erbfonds ausstattete, der ausdrücklich für seine wirtschaftliche Autonomie bestimmt war. Das Bauwerk wurde schließlich der Stadt mit der ewigen Zweckbindung als Krankenhaus geschenkt.
In San Giacomo gründete Kamillus von Lellis den Orden der Kamillianer und erstellte deren Regeln. Auch andere Heilige wirkten in San Giacomo: Philipp Neri, Kajetan von Thiene und Felix von Cantalice.
Nach einer ununterbrochenen Aktivität von 670 Jahren wurde das Krankenhaus im Jahr 2008 nach einer Umstrukturierungsphase endgültig geschlossen. Seitdem wird die Schließung von verschiedenen Komitees und Verbänden, darunter Italia Nostra, zusammen mit vielen Bürgern angefochten, welche die sanitäre, institutionelle, kulturelle und historische Bedeutung von San Giacomo geltend machen.

## Geschichte

### Ursprünge

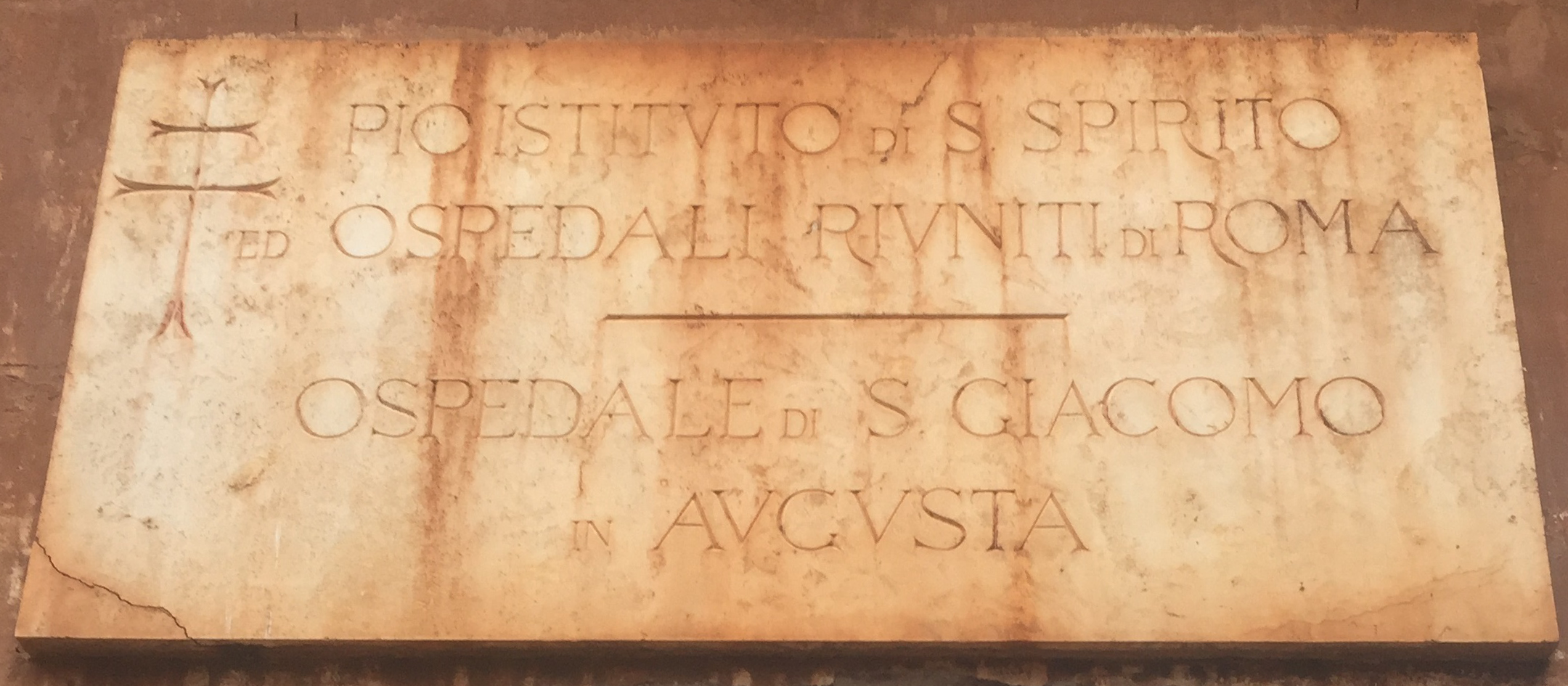
Eingangsschild des Krankenhauses (an der Via Canova)

Die Krankenhausgründung erfolgte im 14. Jahrhundert durch das Testament des Kardinals Pietro Colonna, dessen Testamentsvollstrecker im Jahr 1339 die erste Anlage errichteten. Pietros Wünsche wurden insbesondere von seinen Neffen Giacomo Colonna, Bischof von Lombez, und Giovanni umgesetzt, die sich für den Bau des Krankenhauses einsetzten. An das Andenken des Gründers erinnert die Steininschrift im Hof des Krankenhauses, die lautet:

“Hoc hospitale ad laudem Dei et sub vocabolo Beati Iacobi apostolo pro anima reverendi patris et Domini Petri de Columna sci. Angeli quondam diaconi cardinalis fundatum fuit”

Das Krankenhaus von San Giacomo in Augusta war somit das dritte Krankenhaus, das im Mittelalter in Rom errichtet wurde: das erste war das Krankenhaus von Santo Spirito in Saxia, gefolgt von San Salvatore, aus dem später das Krankenhaus von San Giovanni in Laterano wurde. Mit der Gründung des Hospitals wollte Pietro den Willen seines Onkels Giacomo Colonna erfüllen, der bemerkt hatte, dass unheilbare und verwundete Patienten, die einen langen Krankenhausaufenthalt benötigten, von den anderen beiden Hospitälern systematisch abgelehnt wurden. Giacomo wollte auf diese Weise auch die Ehre seiner Familie wiederherstellen, die von Bonifatius VIII. nach dem Attentat von Anagni exkommuniziert worden war. Sogar der Name des Krankenhauses ist ein Verweis auf die Familie Colonna. Sie hatten ihre Residenz auf dem nahe gelegenen Mausoleum des Augustus errichtet.
San Giacomo wurde daher zwischen der Via Cassia und der Via Flaminia weit weg vom Stadtzentrum gebaut. Seine Lage in der Nähe eines Hafens (Porto di Ripetta) ermöglichte einen einfachen Zugang für Schiffe, die Lebensmittel und Medikamente lieferten, und für diejenigen, die auf dem Fluss in die Stadt kamen. Seine Lage ermöglichte es auch, Pilgern zu helfen, die vom nahe gelegenen Haupttor der Stadt, der nördlichen Porta Flaminia oder Porta del Popolo, kamen und am Ende langer Fußmärsche erschöpft in der Stadt ankamen.
Zunächst wurde San Giacomo unter den direkten Schutz des Hospitals von Santo Spirito gestellt und als Kommenda geführt, bis sie ein Jahrhundert später, im Jahr 1451 während des Pontifikats von Papst Nikolaus V., mit dem Tod des Kardinals Jean Le Jeune, in die Obhut der Gesellschaft der Nächstenliebe für die Armen und Kranken von Santa Maria del Popolo überging.

### Neugründung im 16. Jahrhundert

#### Leo X.: Erhebung zum Archispedale

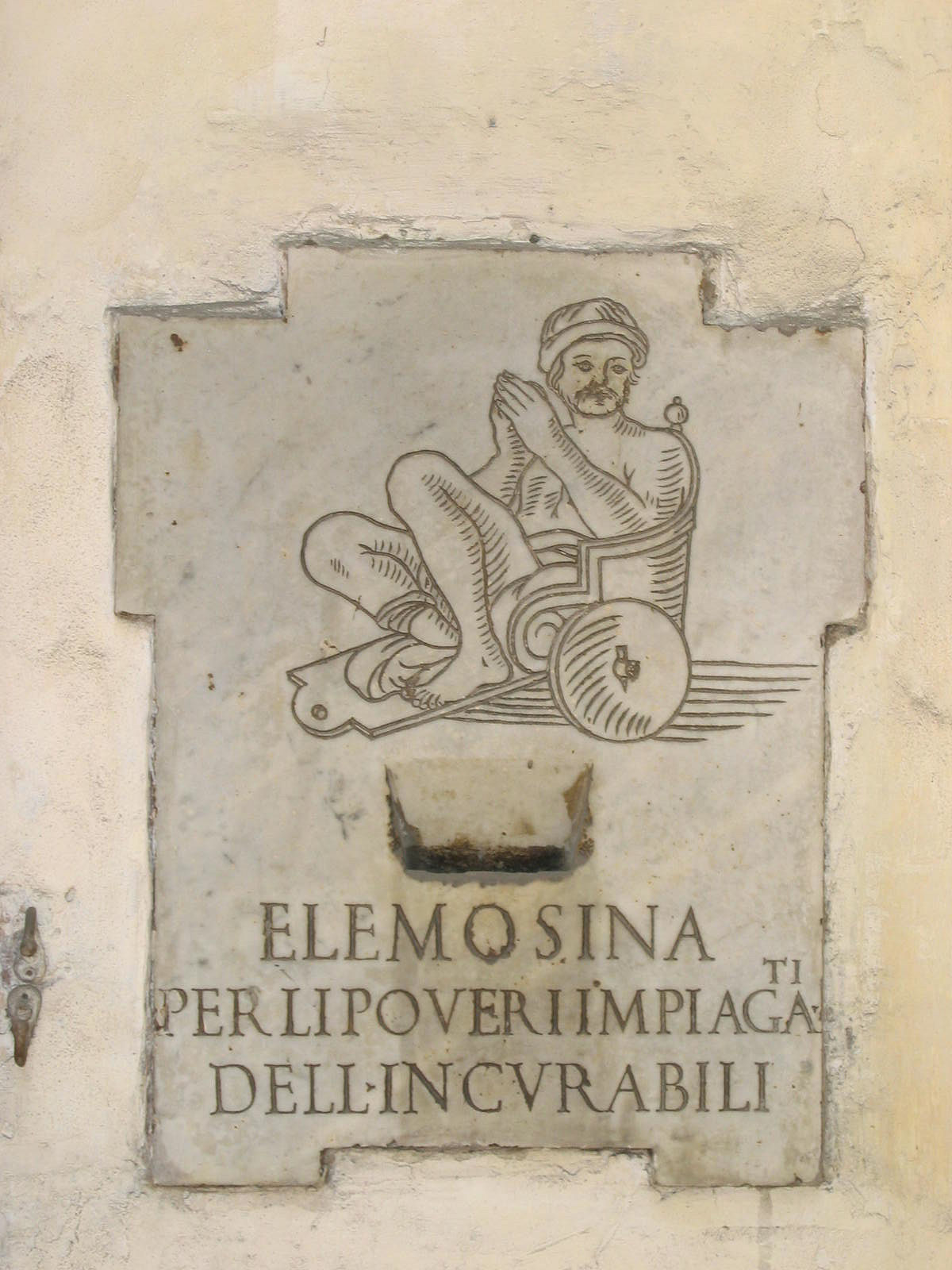
Die Wohltätigkeit von Privatpersonen war wichtig für die wirtschaftliche Unterstützung des Instituts, obwohl die Haupteinnahmequelle aus Mieten und Pacht bestand. Die Nächstenliebe kam sowohl in Form von Vermächtnissen und Spenden als auch durch anonyme Almosengeber zum Ausdruck. Dieser Almosenkasten aus dem San Giacomo zeigt die typische Figur eines Kranken im Rollstuhl, früher Schubkarre genannt.

Im Jahr 1515 wurde das Hospital neu gegründet und in den Rang eines Arcispedale erhoben, nachdem Papst Leo X. die Bulle Salvatoris Nostri Domini Jesu Christi erlassen hatte, die die Umwandlung in eine Zufluchtsstätte für unheilbar Kranke aller Gesellschaftsschichten und ohne Unterschied des Geschlechts ausdrücklich sanktionierte. Der besonderem Augenmerk lag auf die Behandlung der Gallischen Krankheit (Syphilis), einer neuen Krankheit, die sich zwischen dem 15. und 16. Jahrhundert rasch ausbreitete und sich als große europäische Pandemie manifestierte, möglicherweise von den Soldaten Karls VIII. während des Italienkrieges von 1494–1498 eingeschleppt, daher auch der Name der Krankheit.
Die Bulle legte die Ziele und die Organisation der Einrichtung fest, analog zu einem Statut, sowie wirtschaftliche und geistliche Bestimmungen. Der Papst bestimmte auch einen Teil der Güter des Hospitals für den Unterhalt „ehrlicher armer Mädchen“ und legte schließlich fest, dass San Giacomo „das erste unter den Hospitälern der Armen“ werden sollte. Das Spital begann also, sich selbst zu verwalten, geleitet von vier Sindaci und assistiert von zwei Rechnungsprüfern. Andere typische Figuren waren die „Visitatoren“ (visitatores), die gemeinsam mit den Sindaci das Recht hatten, die Kranken auf der Straße einzusammeln und gegebenenfalls ins Krankenhaus zu bringen. Letzteres konnte auch erzwungen werden: In diesem Fall war der Patient von jeder Zahlung befreit. Schließlich stand dem Hospital, wie es auch in anderen römischen Hospitälern, ein „Kardinalprotektor“ vor.

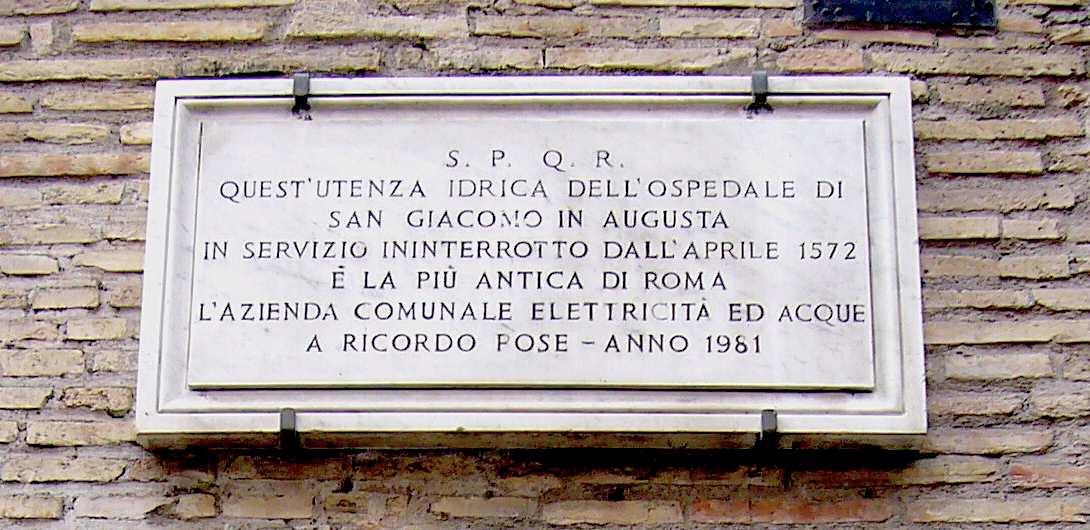
Tafel an der Via del Corso, datiert 1981, die auf den seit 1572 ununterbrochenen Betrieb der Wasserleitung San Giacomo hinweist: Sie ist die älteste in Rom.

Leo X. legte fest, dass die Krankenhilfe kostenlos war: Dies stellte von Anfang an ein Problem für die wirtschaftliche Tragfähigkeit der teuren Struktur dar, die auch erhebliche Steuervergünstigungen (wie die Befreiung von Lebensmittelzöllen) erhielt. Die Hauptfinanzierungsquelle stammte daher unmittelbar aus Spenden privater Spender (darunter auch Papst Leo X. selbst) und den Erträgen aus verschiedenen Vermögenswerten, die dem Krankenhaus selbst zugerechnet wurden, häufig durch das Instrument der Erbpacht ad Edificandum, erzielt, mit Bindung an die Tridente, der großen urbanistischen Errungenschaften des 16. Jahrhunderts. Leo X. legte außerdem fest, dass die Unterlassung von Spenden durch den Notar als Verbrechen der „Lüge“ angesehen wurde, das ebenfalls mit Exkommunikation geahndet werden kann. Der ausdrückliche Rückgriff auf die christliche Nächstenliebe von Privatpersonen für das Funktionieren des Gesundheitswesens, das sich als Modell der wirtschaftlichen Führung von Krankenhäusern und Opere Pia bestätigte, ermöglichte es San Giacomo, sich als Krankenhauseinrichtung von internationaler Bedeutung zu profilieren.

#### Erste Stifter und Wohltäter
Die Finanzierung des Hospitals erfolgte durch Vermächtnisse und Schenkungen von Mitgliedern namhafter Familien, darunter auch einiger Ordensleute, sowie durch die dazugehörigen Immobilien und Grundstücke, die zu diesem Zweck übertragen wurden. Es war in der Tat wichtig, dass die Dienstleistung für alle kostenlos war, erst in zweiter Linie und in geringerem Umfang wurde auf eine allgemeine Abgabe zurückgegriffen. Zu den wichtigsten Geldgebern des 16. Jahrhunderts gehörten der künftige Papst Paul IV. und die Kardinäle Bartolomé de la Cueva y Toledo, der ab 1562 durch Ernennung von Pius IV. der Schutzherr war und sein Amt mit einem Vermächtnis in Höhe von 80.000 Scudi beendete, und Clemente d’Olera mit seinem gesamten Erbe.

#### Kamillus von Lellis

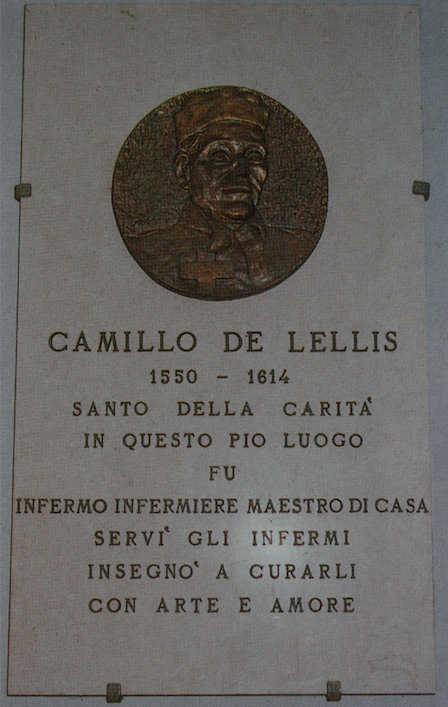
Gedenktafel für Camillo de Lellis von 1975, im Inneren von San Giacomo

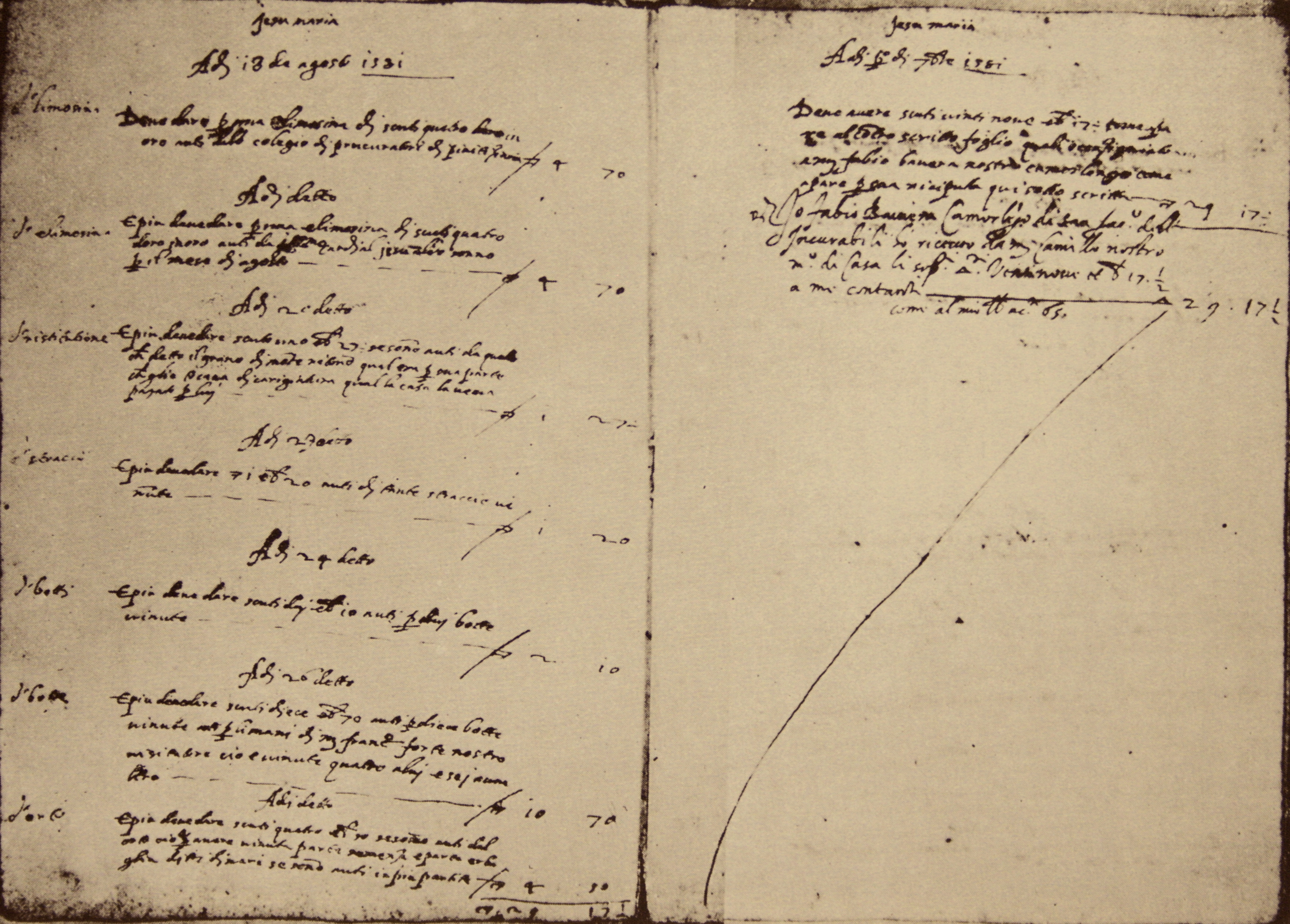
Buch des Hausmeisters von San Giacomo. Kamillus' Disziplin bei der Buchführung zog das Vertrauen großer Wohltäter auf sich.

In der zweiten Hälfte des 16. Jahrhunderts befand sich unter den Patienten des Hospitals auch der spätere Heilige Kamillus von Lellis, der 1571 zum ersten Mal wegen einer Wunde am rechten Bein aufgenommen wurde. Nachdem sich die Wunde gebessert hatte, wurde er zunächst als Diener angestellt, später aber wegen Fehlverhaltens entlassen. Zu dieser Zeit war es jedoch nicht ungewöhnlich, dass sich das schlecht bezahlte und ständig wechselnde Krankenhauspersonal unangemessen verhielt. 1575 kehrte de Lellis bekehrt für einen erneuten Aufenthalt in San Giacomo nach Rom zurück, aber dieses Mal blieb er Teil der „Krankenhausfamilie“, begann mit Begeisterung zu arbeiten und wurde 1579 „Maestro di Casa“ und Schatzmeister. Er verbesserte die Organisation des Personals, indem er als Grundlagen des Krankenpflege- und Gesundheitsdienstes in den Spitälern den „Ordenskrankenpfleger“ schuf, der die Kranken „nicht um des Verdienstes willen, sondern freiwillig und aus Liebe zu Gott“ pflegte,' und die Regeln für den guten Dienst an den Kranken verkündete, die zwischen 1584 und 1585 zum ersten Mal gerade in San Giacomo konzipiert und angewendet wurden. Ebenfalls in San Giacomo hatte de Lellis im August 1582 die „Compagnia dei Ministri degli Infermi“ gegründet, die später von Papst Gregor XIV. im Jahr 1591 mit einer Bulle zum Orden der Kamillianer erhoben wurde. Kamillus wurde später von der katholischen Kirche heiliggesprochen und als Schutzpatron der Kranken und des Krankenhauspersonals verehrt.
Die große Disziplin, mit der Kamillus die Buchhaltung des Hospitals führte, schuf das nötige Vertrauen, um großzügige Spenden zu erhalten, vor allem unter den Vorständen von San Giacomo, unter denen die herausragende Figur des Kardinals Salviati hervorstach.
Eine weitere wichtige Person der Krankenhausgeschichte im 16. Jahrhundert war der Heilige Philipp Neri, der dort mit den ersten Oratoriumsvätern arbeitete, ebenso wie die Heiligen Kajetan von Thiene und Felix von Cantalice.

#### Renovierung durch Kardinal Salviati

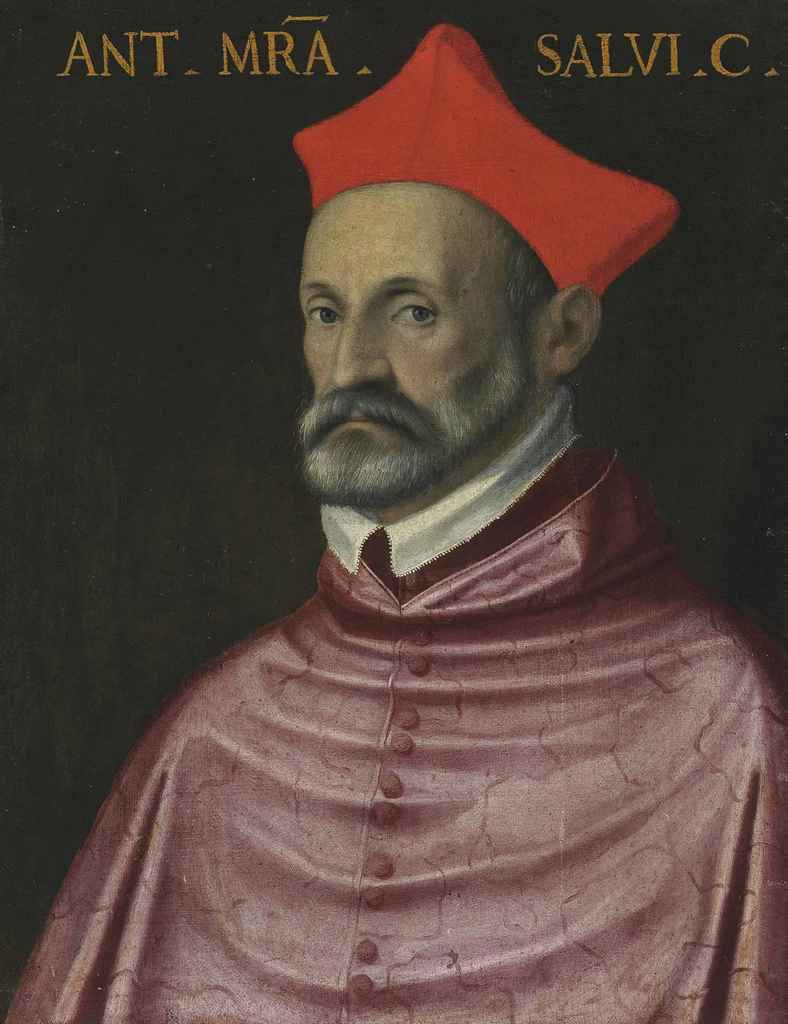
Anton Maria Salviati finanzierte die Renovierung und die Ausstattung des Arcispedale

Im Jahr 1579 begannen die ersten ehrgeizigen Umbauarbeiten, die vom Kardinalprotektor Anton Maria Salviati finanziert, vom Architekten Francesco Capriani entworfen und vom Architekten Bartolomeo Grillo ausgeführt wurden. Die von de Lellis geförderten Renovierungs- und Erweiterungsarbeiten wurden 1592 abgeschlossen. Zur gleichen Zeit wurde die Kirche San Giacomo in Augusta neben dem Krankenhaus erbaut und anlässlich des Jubiläums von 1600 vom Architekten Carlo Maderno unter Mitwirkung von Filippo Breccioli fertiggestellt. Der Kardinal verfügte, dass der Komplex, der schließlich im April 1593 mit einem testamentarischen Vermächtnis gestiftet wurde, auch in Zukunft als Krankenhaus genutzt wird und setzte den Pontifex als Testamentsvollstrecker ein.
Salviati stiftete dem Krankenhaus einen beträchtlichen Erbfonds, der aus mehreren Dutzend Liegenschaften, Ländereien und „luoghi di monte“ bestand, mit dem ausdrücklichen Ziel, den Betrieb des Instituts auch in Zukunft zu gewährleisten. Deshalb legte er in seinem Testament das absolute Verbot fest, es in irgendeinem Fall zu veräußern, auch nicht im Falle äußerster Dringlichkeit oder sonstiger Nützlichkeit, die in einer Rechtssache angeführt wurde, da sie ausschließlich zur Unterstützung des Hospitals gestiftet worden waren: diese Anweisung wurde im März 1610 von Papst Paul V. mit einer Bulle in Form eines Motu proprio bestätigt

#### Heilmittel gegen die „Gallische Krankheit“

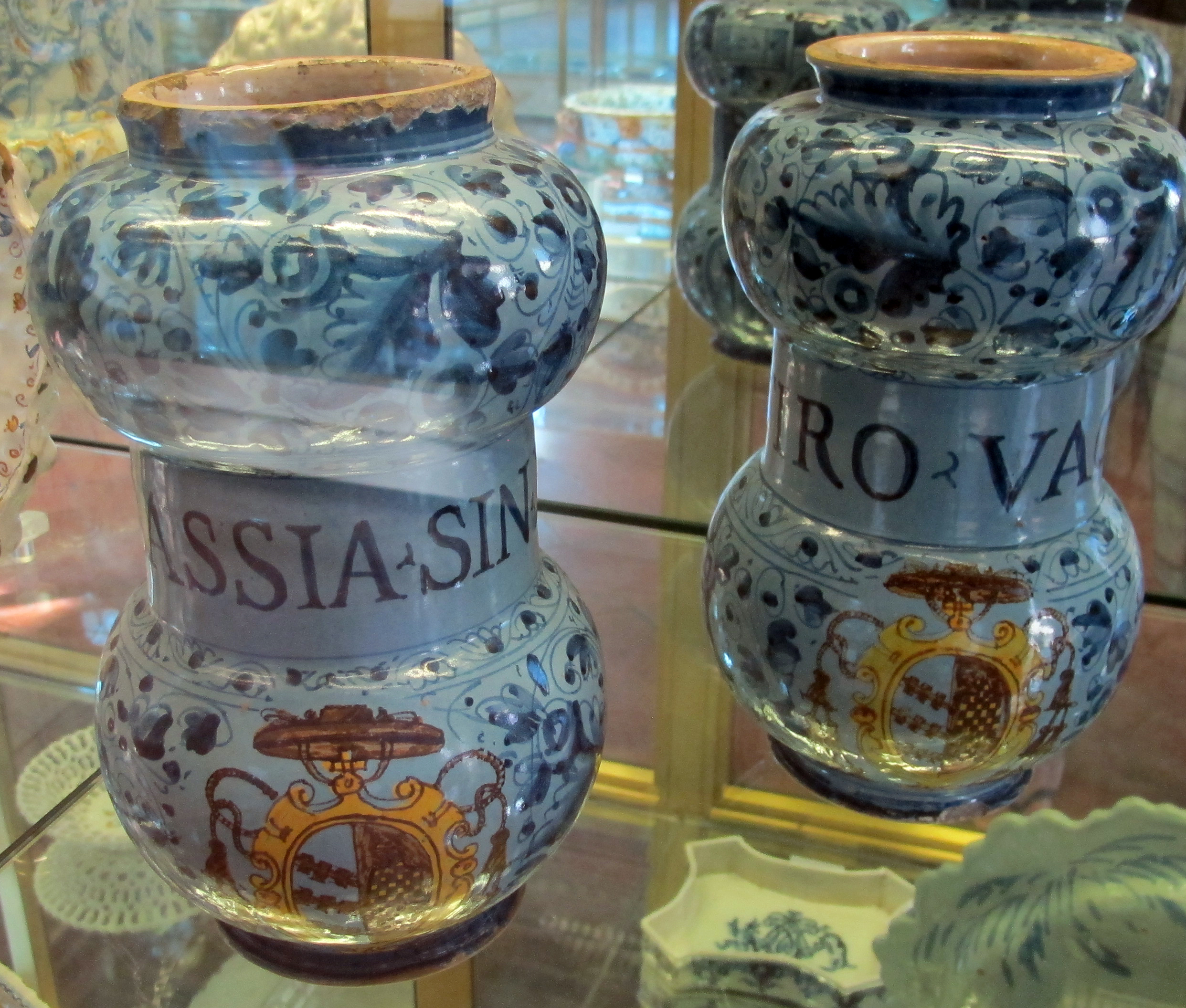
Albarelli mit Wappen des Hospitals von San Giacomo degli Incurabili in Rom, 1627

Zu Beginn des 16. Jahrhunderts breitete sich in Italien eine neue Krankheit aus: die „gallische Krankheit“ oder „französische Krankheit“, die Syphilis. Die mit dieser Krankheit infizierten (genannt „malfranciosati“) wurden in San Giacomo aufgenommen und mit den ersten bekannten Verfahren für diese Krankheit behandelt, die um 1530 von Girolamo Fracastoro, dem Pionier der modernen Pathologie, beschrieben wurden und der auch den Begriff „Syphilis“ aus dem Gedicht Syphilis sive de morbo gallico prägte. Das Krankenhaus erlebte also die Praxis und die Entwicklung der Behandlungstechniken.
Die erste von Fracastoro vorgeschlagene Methode zur Heilung von „malfranciosati“ bestand in der Verabreichung von Quecksilber und ätzendem Sublimat, das reichlich auf die Wunden gegossen wurde. Doch trotz der effektiven Reduzierung der Geschwüre, wegen ihrer Vernarbung, führte diese Behandlung in kurzer Zeit zum Tod durch Vergiftung. Die zweite beschriebene Methode, die so genannte „cura del legno santo“, war weniger schädlich und erforderte die Einnahme eines Absuds auf der Basis von Guaiacum officinale (Guajakharz), einer extrem teuren exotischen Pflanze, die 1508 von den aus Amerika zurückkehrenden Spaniern nach Europa importiert wurde verbunden mit Trinken von reichlich Wasser. Diese zweite Technik war bereits zwischen 1520 und 1530 verbreitet.
San Giacomo spezialisierte sich ab 1560 auf die Behandlung von Syphilis und verwendete bereits Guajakharz. In den 1580er Jahren wurde es zu einem „internationalen“ Schwerpunkt bei der Behandlung dieser Krankheit. Syphilis-Patienten kamen nicht nur aus dem gesamten Kirchenstaat, sondern aus ganz Italien und sogar aus dem Ausland. Am Ende des Jahrhunderts machten die Römer nur 4 % der Patienten aus, die diese spezielle Behandlung erhielten. Die Behandlung mit dem „legno santo“ wurde zu einer anerkannten Spezialität von San Giacomo: Es begann mit einer periodischen Verabreichung innerhalb eines Monats (im Allgemeinen im Mai) und mit einer zunächst jährlichen und dann (ab dem 17. Jahrhundert) zweijährlichen Periode. In dieser Zeit nahm die normale Aufnahme auf über tausend Patienten zu. Die Kuranwendung mit dem „legno santo“ stärkte die Beziehung des Krankenhauses zur Stadt auf besonders wirksame Weise, da die Verteilung in feierlicher Weise stattfand, begleitet von Prozessionen entlang der Route der Volkskirche und dank einer Finanzierung, die ausschließlich von Privatpersonen kam.
Trotz der berühmten Wirkung von Guajakharz auf die Syphilis, vor allem dank der Arbeit von Fracastoro, wurde diese Technik 1636 in San Giacomo endgültig aufgegeben, da sie angesichts ständiger Rückfälle, selbst bei Spontanheilungen, als unzureichend angesehen wurde um die Krankheit auszurotten. Solange es jedoch verabreicht wurde, wurde sogar das sehr teure Guajakharz (das in den Jahren, in denen diese Behandlung durchgeführt wurde, 3–4 Tausend Scudi kostete) kostenlos an die Patienten von San Giacomo verteilt, wie alle anderen Behandlungen auch.

### 17. Jahrhundert

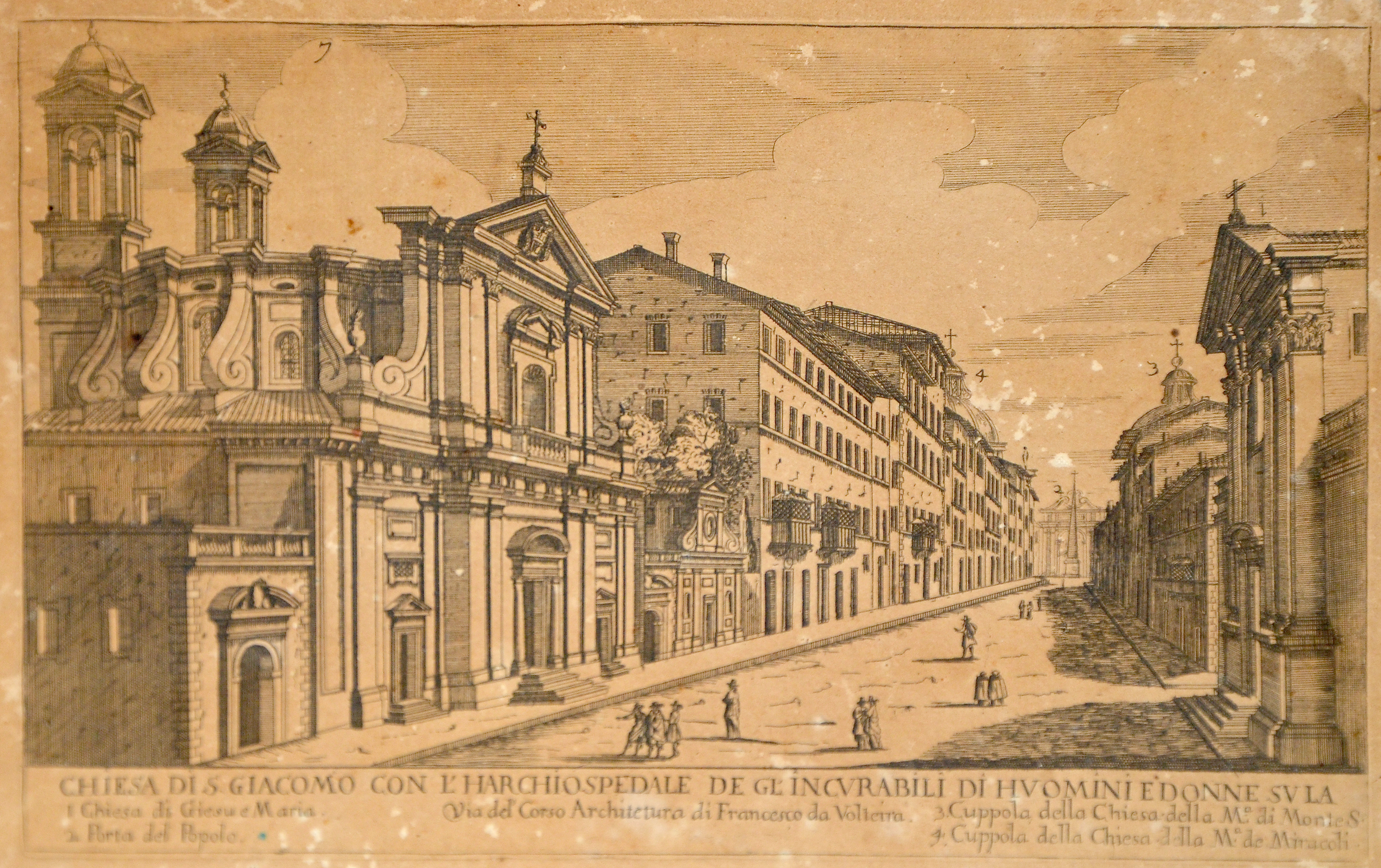
Arcispedale und Kirche San Giacomo in Augusta im 18. Jh.

Im Jahr 1659 wurden die Statuten aus dem Jahr 1546 durch neue abgelöst und die Krankenhausdienste nicht nur auf Unheilbare, sondern auch auf gewöhnliche Patienten ausgeweitet. Im 17. Jahrhundert befand sich unter den Chirurgen des Krankenhauses auch Bernardino Genga aus Mondolfo, ein Pionier der Anatomie, dem eine Galerie im Krankenhaus gewidmet war. Im selben Jahrhundert war der französische Chirurg Nicola Larche Leiter des San Giacomo. Seine Beobachtungen über die Wundabszesse in diesem Krankenhaus finden sich auch in dem zeitgenössischen Werk Recondita Abscessum Natura des Chirurgen Marco Aurelio Severino wieder. Nach seinem Tod im Jahr 1656 hinterließ Larche den Spitälern San Giacomo und Ospedale di Santa Maria della Consolazione sein beträchtliches Vermögen als Erbe.
Während der Pest im Jahr 1656 wurde das San Giacomo als Lazarett genutzt.
Am Ende des 17. Jahrhunderts besaß die Verwaltung des Krankenhauses, einschließlich der von Kardinal Salviati und seinen Verwandten gespendeten, 62 städtische Grundstücke, darunter Häuser, Weinberge und Geschäfte.

### 19. Jahrhundert

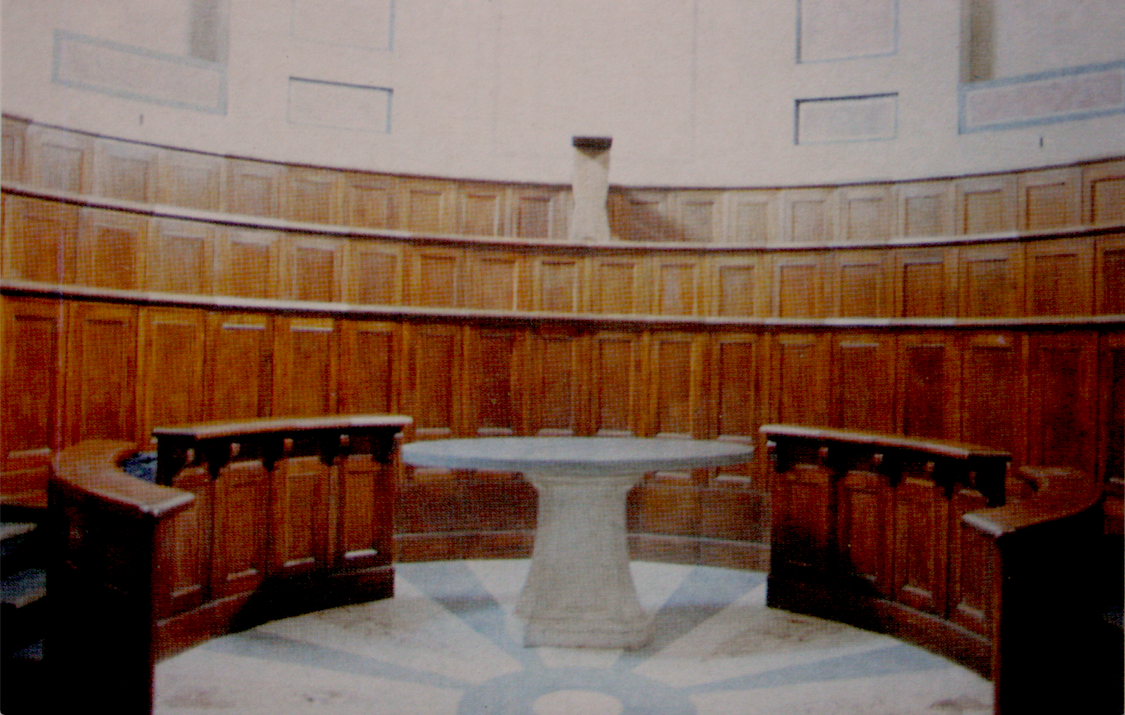
Das Anatomische Theater im San Giacomo (Maltesersaal)

Die Besetzung Roms durch Napoleon im Jahr 1808 führte unmittelbar zur Auflösung der Bruderschaft von Santa Maria del Popolo. Aufgrund dieser Tatsache wurde das medizinische Personal drastisch reduziert und das Krankenhaus wurde zu einem einfachen Ort der Ersten Hilfe. Die Aufnahme erfolgte nicht mehr durch einen religiösen Orden, sondern ausschließlich durch die freiwillige Arbeit von wohltätigen Menschen, die den Kranken in Ausübung christlicher Nächstenliebe beistanden. Diese Bruderschaft nie wiederhergestellt.

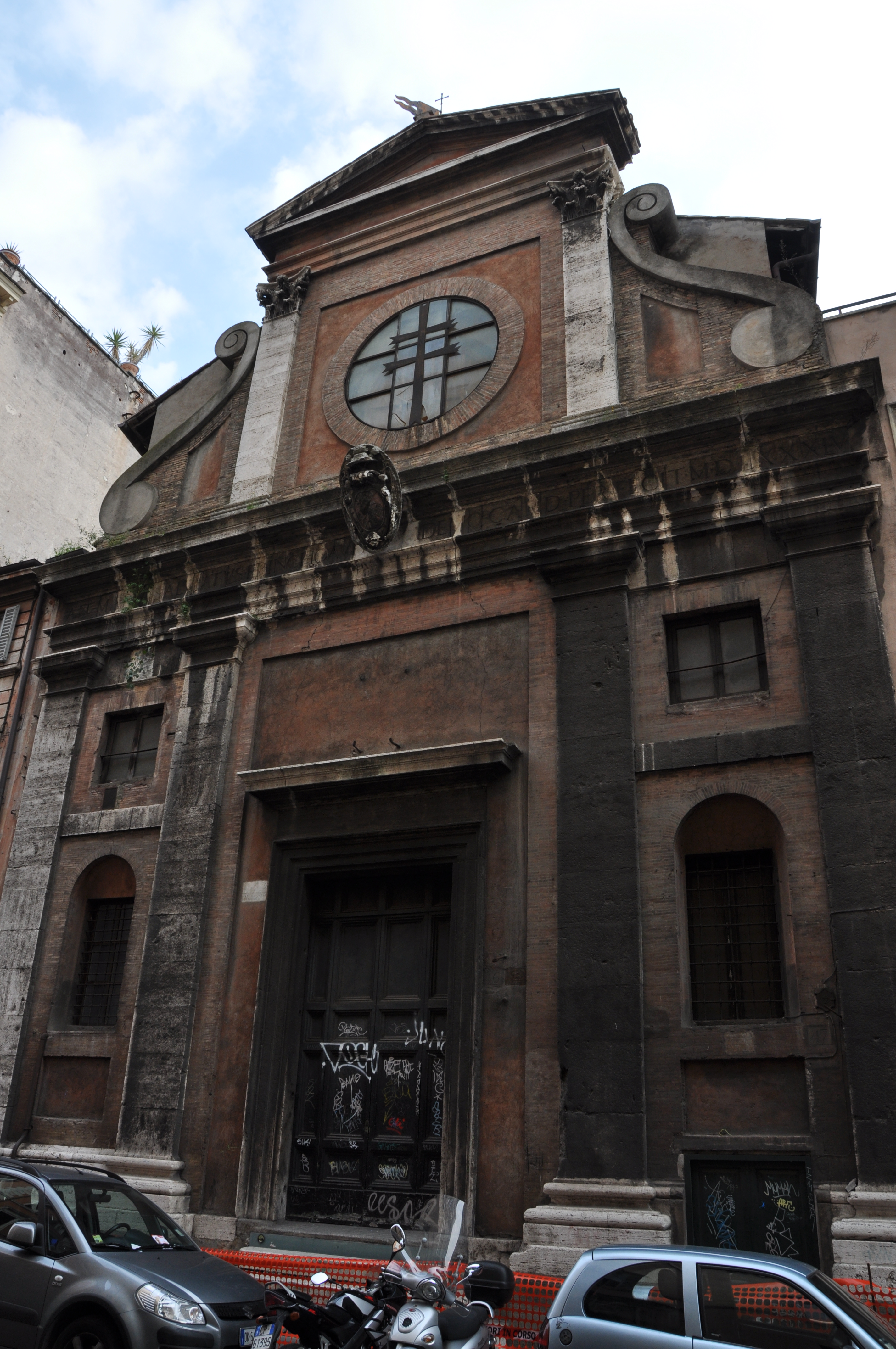
Sala Lancisiana in der Via di Ripetta, Sitz des anatomischen Theaters

Bereits 1780 hatte Papst Pius VI. das anatomische Theater im Lancisiana Saal von San Giacomo mit Blick auf die Via di Ripetta mit einem noch heute existierenden Tisch eingerichtet. Nach im Jahr 1815 erfolgten Rückkehr von Papst Pius VII. aus der 5-jährigen Pariser Gefangenschaft wurden im Krankenhaus die Schulen für chirurgische Klinik, für praktische Anatomie und für chirurgische Operationen der Päpstlichen Universität Sapienza eröffnet, zusammen mit der Apotheke, dem chemischen Labor, dem anatomischen Museum, dem Theater und der Bibliothek. Auch im Krankenhaus wurden Vorlesungen gehalten.
Das Krankenhaus profitierte auch von der Arbeit berühmter Chirurgen, darunter Giuseppe Sisco, dem ersten Inhaber des von Pius VII. 1816 in San Giacomo eingerichteten Lehrstuhls für chirurgische Anatomie sowie dem ersten Leiter der chirurgischen Klinik für Männer und Frauen (sieben bzw. sechs Betten) im selben Gebäude. In dieser Eigenschaft beschrieb Sisco seine Tätigkeit, die er auch in San Giacomo als Chef ausübte, in dem Handbuch für Studenten mit dem Titel Saggio dell’istituto clinico romano di medicina esterna (1816). Sisco spendete schließlich seine Bücher, chirurgische Instrumente und einen Preis für Studenten an dieses Krankenhaus.
Im Jahr 1834 setzte Papst Gregor XVI. die Barmherzigen Schwestern im Krankenhaus ein, 1842 übertrug er die Verwaltung den Orden der Barmherzige Brüder vom hl. Johannes von Gott. In den Jahren von 1842 bis 1849 erfolgten umfangreiche Renovierungen durchgeführt. Die finanziellen Mitteln wurden von Gregor XVI. teilweise von ihm persönlich und von der Apostolischen Kammer bereitgestellt.
Unter den Mäzenen dieser Jahre befindet sich auch der Kavalier Paolo Martinez, ehemaliger Magistrat der Camera Capitolina (Vorläufer der heutigen Gemeinde), an den eine von der Verwaltung des Arcispedale angebrachte Tafel im Inneren des Krankenhauses für ein Vermächtnis von 12.000 Scudi „zur Ausstattung von Betten für chronische Krankheiten“, sowohl für Männer als auch für Frauen, erinnert.
Während des Risorgimento wurde das Krankenhaus weiter vergrößert (in dieser Zeit entstand eine Art Reanimationszentrum, genannt „Centro per Asfittici“) und diente neben der Unterbringung von Patienten und als Lehrzentrum auch als Treffpunkt für einen Teil der Carbonari. Während der Zeit der Römischen Republik (1849) hatten sich nämlich Freiwilligentruppen in den Räumen des Krankenhauses niedergelassen, während die Kirche San Giacomo als Stall genutzt wurde.

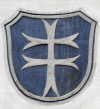
Kreuz der Hospitaliter vom Heiligen Geist

Die von Gregor XVI. begonnene Umbauphase wurde unter Pius IX. zwischen 1860 und 1863 abgeschlossen und damit wurde die volle Funktionsfähigkeit wiedererlangt. Insbesondere wurde der Flügel an der Via Canova vergrößert und der gegenüberliegende Flügel, der zuvor als Getreidelager genutzt wurde, wieder in Betrieb genommen. Die Bettenzahl erhöhte sich so auf bis 356 in der Mitte des 19. Jahrhunderts. Zur Erinnerung an das Engagement von Pius IX. befindet sich im Hof des Krankenhauses eine Büste des Papstes. Trotz der sozialen Spannungen dieser Jahre nahm das Krankenhaus weiterhin Patienten auf, „ohne sich um das Alter, das Land, den Zustand, die Religion des Antragstellers zu kümmern“.
Nach dem Fall des Kirchenstaates im Jahr 1870 wurde das Krankenhaus Teil der Pio Istituto di Santo Spirito e Ospedali Riuniti, die durch ein königliches Dekret vom 28. Mai 1896 gegründet wurde, das alle römischen Krankenhäuser mit einem gemeinsamen Vermögen und einer einzigen Verwaltung vereinte.
Das San Giacomo war weiterhin ein Ort verschiedener Aktivitäten. Unter anderem lehrten auch Chirurgen wie Costanzo Mazzoni Professor der chirurgischen Klinik an der ersten römischen Universität des Königreichs Italien, und Francesco Durante, der beim Chefarzt Benedetto Viale Prelà, dem Archiater von Pius IX., studiert hatte.

### 20. Jahrhundert

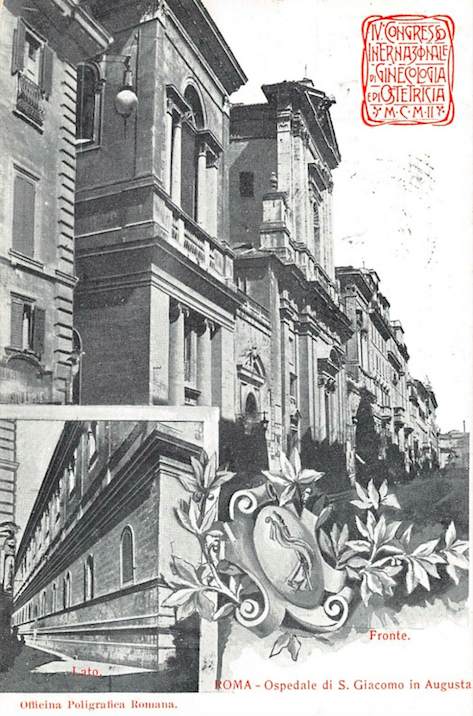
Gedenkpostkarte zum IV. Internationalen Kongress für Gynäkologie und Geburtshilfe (1902)

1914 wurde beschlossen San Giacomo nach der Fertigstellung des Policlinico Umberto I. zu schließen, was aber durch eine Reihe von Protesten der Bevölkerung in Verbindung mit parlamentarischen Anfragen abgewendet wurde. Während des Ersten Weltkrieges wurde es zu einem Lazarett. Im Jahr 1929 wurde es auf eine Notaufnahme reduziert, aber nach zwei Jahren nahm es wieder seine volle Tätigkeit auf. In den Jahren 1937–1938 wurde ein Restaurierung durchgeführt. In den Jahren 1953–54 wurde der Bau modernisiert.
Im Jahr 1969 wurde eine Nephrologie- und Dialyseabteilung des Krankenhauses gegründet.
Ab 1977 war im Krankenhaus die operative Abteilung für Nephrologie und Dialyse, Regionales Referenzzentrum, aktiv.
Im Jahr 1978 wurde durch das Gesetz Nr. 833 vom 23. Dezember 1978 der Servizio Sanitario Nazionale gegründet und die Ospedali Riuniti abgeschafft und dessen Vermögen den jeweiligen lokalen öffentlichen Einrichtungen (siehe Art. 65), also in diesem Fall der USSL der Zone E und nach dem Gesetzesdekret vom 30. Dezember 1992 der ASL RM A und schließlich der ASL Roma 1, neu zugeordnet.
Am 21. Dezember 1980 wurde das Krankenhaus von Papst Johannes Paul II. besucht.
Von 1985 bis 1996 fanden hier auf Initiative der Divisione di Chirurgia Generale dell’Ospedale (Abteilung für Allgemeinchirurgie) regelmäßig die „Incontri clinici della Vecchia Roma“ statt, an denen regelmäßig wissenschaftliche und politische Autoritäten teilnahmen.
Ab 2003 wurden Abteilungsweise Renovierungen durchgeführt. Als letzte Einrichtungen wurden im Juli 2008 die Neurologie und die Tagesklinik fertiggestellt, also nur einen Monat vor der Ankündigung der Schließung im August 2008. Die plötzliche Schließung im Jahr 2008 wurde von der Region Latium, damals unter kommissarischer Leitung, mit der kritischen Situation der in den letzten Jahren angehäuften regionalen Gesundheitsschulden begründet. Seit diesem Zeitpunkt blieb das Gebäude ungenutzt.
Im Dezember 2008 prangerte die „Sole 24 Ore“ einen zu niedrigen Verkaufspreis der zwischen 2004 und 2007 verkauften Krankenhausimmobilien an, welche zum Teil auf das San Giacomo zurückzuführen sind und sich im Besitz der ASL befanden, mit denen historisch gesehen die Krankenhäuser finanziert wurden. Betroffen waren 926 Immobilien, die sich hauptsächlich im historischen Zentrum befanden (davon mehr als 60 % künstlerisch wertvoll) und mit einem Durchschnitt von 1.600 Euro pro Quadratmeter bewertet wurden.

### Schließung im Jahr 2008

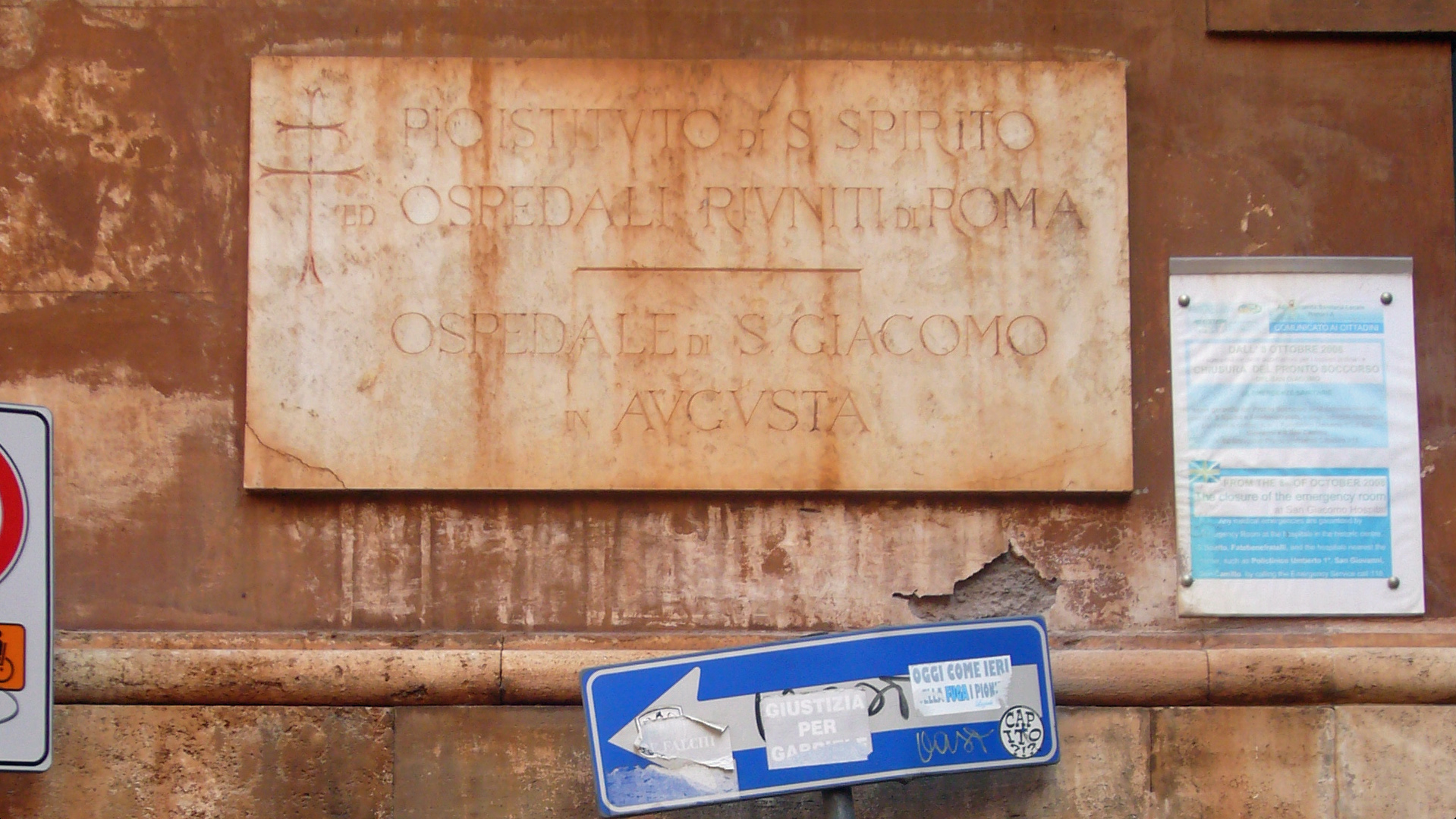
Hinweisschild und Schließungsankündigung (2008)

Am 11. August 2008 beschloss der Präsident der Region Latium, Piero Marrazzo, mit dem Regionalgesetz der Region Latium Nr. 14 vom 11. August 2008 (Art. 86, Absatz 65) die Schließung von San Giacomo bis zum 31. Oktober 2008, was zu zahlreichen Protesten und Beschwerden führte. Diese schwerwiegende Maßnahme kam plötzlich, nur einen Monat nach einer Reihe von Einweihungen verschiedener Abteilungen und nach längeren Renovierungen einschließlich der Anschaffung neuer Geräte. Diese Tatsache wurde in den Zeitungen von bekannten Chirurgen und anderen Persönlichkeiten wie dem Intellektuellen Furio Colombo und der Herzogin Oliva Salviati angeprangert. Diese Umstände erweckten sofort den Verdacht einer Immobilienspekulation zum Nachteil der jahrhundertealten verdienstvollen Institution.
Das Komitee gegen die Schließung von San Giacomo berief sich auch auf die päpstliche Bulle von Papst Paul V. Borghese aus dem Jahr 1610, in der „das absolute Verbot, seinen Zweck zu ändern, zu verkaufen, zu vermieten, zu tauschen, zu verpachten, unter irgendeinem Recht oder Staat.“ Ein weiteres juristisches Argument gegen die Schließung ist des Testaments von Kardinal Salviati, Olivas Vorfahren, der die Schenkung des Komplexes an die Stadt Rom mit der beabsichtigten Nutzung als Krankenhaus verband. Die gesammelten 60.000 Unterschriften haben bisher nicht gefruchtet.
Zum Zeitpunkt seiner Schließung verfügte San Giacomo über 170 Betten sowie eine Notfallabteilung und eine Notaufnahme mit mehreren Stationen. Es war auch das einzige Krankenhaus im historischen Zentrum von Rom, das für den PEIMAF-Plan (Notfallplan für massiven Zustrom von Verwundeten) bei Terroranschlägen ausgestattet war. Das Krankenhaus versorgte pro Jahr 25.000 Patienten, davon ca. 250 akute Sofortbehandlungen. Am 15. November 2008 wurde gleichzeitig auf der gegenüberliegenden Seite von San Giacomo die Canova-Ambulanz eröffnet. Die endgültige Schließung wurde durch das Dekret des Präsidenten der Region Latium als Kommissar am 3. September 2008 sanktioniert. Später wurde durch Art. 19, Absatz 9 des Regionalgesetzes Nr. 12/2016 (unter der Präsidentschaft von Zingaretti) der Komplexes von der Gemeinde Rom auf die Region Latium übertragen, und zwar vor dem ursprünglich vorgesehenen Termin 2033, mit dem Ziel einer technisch-wirtschaftlichen Aufwertung, die am 23. November 2017 von der „Regionalen Kommission zum Schutz des kulturellen Erbes von Latium“ des Mibact genehmigt wurde. Zum ersten Mal in der Geschichte wird eine neue Nutzung für das Gebäude nicht ausgeschlossen, einschließlich des möglichen Verkaufs der Immobilie, deren Wert von einem Gutachten auf 61 Millionen Euro geschätzt wird, oder etwa 1.900 Euro pro Quadratmeter, ein Preis, der von den Komitees zur Verteidigung der Institution als wirklich zu niedrig für ein Gebäude in der zentralen Via del Corso angesehen wird. Der Regionalbeschluss Nr. 662 vom 13. November 2018 stuft das Gebäude als „verfügbares Vermögen“ um und bestätigt den Wert und den Verkauf an den Immobilienfonds „i3-Regione Lazio“ der Invimit S.p.A., auch unter Einbeziehung des notariellen Urkunden, mit dem Ziel der Veräußerung. Die Ankündigung des Verkaufs wurde schließlich von ICE am 14. Januar 2019 veröffentlicht.
Der Verkauf des Krankenhauses von der Stadt Rom an die Region Latium erfolgte im Rahmen einer Sale-Lease-Back-Operation, die mehrere Vermögenswerte der Krankenhäuser der Region Latium umfasste. Mit dem Regionalgesetz Nr. 16 von 2001, wurde die Gesellschaft San. Im S.p.A. mit überwiegender regionaler Kapitalbeteiligung gegründet, auf die in der Folge verschiedene Aktiva des nicht veräußerbaren Vermögens der lokalen Gesundheitsbehörden übertragen wurden, darunter auch das Gebäude San Giacomo mit der Verpflichtung, dessen Verwendungszweck zu wahren, der ebenfalls durch das Gesetzesdekret Nr. 502/92 vorgegeben war. Der Kauf durch die San. Im S.p.A. (die sich die Option des Rückkaufs im Jahr 2033, zum symbolischen Preis von 1 Euro vorbehielt) fand am 28. Juni 2002 statt. Bei dieser Transaktion ging es um nicht weniger als 56 Krankenhauskomplexe (darunter eben auch San Giacomo) zu einem Gesamtpreis von 1 Milliarde 949 Millionen Euro, mit der damit verbundenen Zahlung einer 30-jährigen Pacht an die Käufergesellschaft, die sich auf insgesamt 90 Millionen Euro pro Jahr beläuft, davon 2 Millionen Euro pro Jahr für San Giacomo. Die damit verbundene Verbriefung der Mietforderungen (aber nicht der Immobilien) zur Finanzierung des Kaufs brachte jedoch nicht die erhofften Ergebnisse, auch weil Wertpapiere für einen geringeren Wert ausgegeben wurden, der niedriger war als der Gesamtwert der ursprünglich übertragenen Vermögenswerte.
Vom Rechnungshof wurde dies 2009 mit „offensichtlicher finanzieller Unrentabilität“ für die Region und mit einem „eindeutigem Missverhältnis zwischen den Vertragsparteien, der Öffentlichen und der Bank“ bewertet. Darüber hinaus hat die seit der Schließung im Jahr 2008 durchgeführte routinemäßige Instandhaltung durch die Eigentümergesellschaft, trotz der Dachsanierung im Jahr 2013, keine optimalen Ergebnisse erbracht, da einige Putzabbrüche aufgetreten sind. In der Zwischenzeit haben einige Aktivisten erneut auf die Bedeutung einer offenen öffentlichen Diskussion über die angemessenste Nutzung des Gebäudes hingewiesen.
An den Protesten und öffentlichen Reaktionen gegen die Schließung beteiligten sich neben den Nachkommen der Salviati auch viele bekannte Persönlichkeiten, Intellektuelle und Akademiker, wie Franz Prati, Pupi Avati, Furio Colombo, Carlo Ripa di Meana mit seiner Frau Marina Ripa di Meana aber auch Stefano Rodotà, Salvatore Settis, Achille Bonito Oliva, Pietro Ruffo, Laura Canali, Giosetta Fioroni, Valéry Giscard d’Estaing, Sabina Guzzanti, Fernando Aiuti, Uto Ughi, Carlo Vanzina, Flavio Insinna, Renato Zero, geboren in San Giacomo. Auch das historische Komitee Italia Nostra sprach sich gegen die Schließung aus.
Am 7. April 2021 erklärte ein Urteil des Staatsrates die Unrechtmäßigkeit der Schließung von San Giacomo.

## Gebäude

### Umgestaltung durch Kardinal Salviati im 16. Jahrhundert

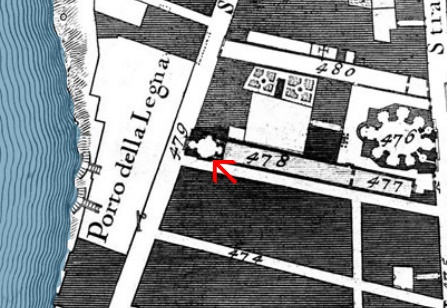
Anlage im Jahr 1748 (Nolli, Nuova Topografia di Roma). Die typische „H“-förmige Struktur des Krankenhauses ist erkennbar: noch im 18. Jahrhundert war es in einen Männerblock (478) und einen Frauenblock (477) unterteilt, während der Nordflügel (480), durch den orthogonalen Block verbunden und bis zur Restaurierung von Gregor XVI. im folgenden Jahrhundert nicht genutzt wurde, neben dem zentralen Hof sichtbar ist. Rechts die Kirche von San Giacomo in Augusta (476). Der rote Pfeil zeigt auf die Kirche Santa Maria Porta Paradisi.

Die ursprüngliche Gebäudestruktur ist nicht bekannt, da die ersten wirklichen Renovierungsarbeiten des Jahres 1579 eine radikale Veränderung des Gebäudes und seiner Umgebung bewirkten. Die Fassade wurde, nach einer anfänglichen Beteiligung von Baldassarre Peruzzi in seinen letzten Lebensjahren (1534–1536), schließlich von dem jungen Giorgio da Coltre unter der Leitung von Antonio da Sangallo dem Jüngeren renoviert, der den Plan bereits in den Jahren 1538–1546 entwarf. Aus dem Projekt ging die endgültige und heute noch sichtbare Krankenhausstruktur hervor. Als Zeugnis der ursprünglichen Architektur gibt es ein Außenportal mit dem Wappen der Colonna: über diesem Element befindet sich die seltene Darstellung eines Kardinalshutes aus dem 14. Jahrhundert. Die Arbeiten begannen im Jahr 1579 mit dem Architekten Francesco Capriani und endeten 1592 mit Carlo Maderno.
Am Ende der Renovierung, im Jahr 1592, hatte der Komplex die charakteristische H-Form, die er im Wesentlichen bis heute beibehalten hat: Er bestand aus zwei parallelen Flügeln, die durch einen 1590 fertiggestellten orthogonalen Block verbunden waren (der die Apotheke und andere Einrichtungen, darunter die Wohnungen des medizinischen Personals, enthielt). Die Männerstation verfügte über 200 Betten, die Frauenstation mit insgesamt 156 Betten hingegen war in zwei Abteilungen unterteilt, von denen eine für Syphilisfälle vorgesehen war. An den Seiten der Anlage befanden sich zwei Gebäude, die heute noch existieren: die Kirche Santa Maria Portae Paradisi, die auf die Via di Ripetta blickt und deren ursprünglicher Kern auf den ersten Bau des Krankenhauses zurückgeht, und die Kirche San Giacomo, die auf den Corso blickt und gleichzeitig mit der ersten Renovierung errichtet wurde. Die kreisförmige Sala Lancisiana stammt ebenfalls aus der Zeit der Renovierung im 16. Jahrhundert.

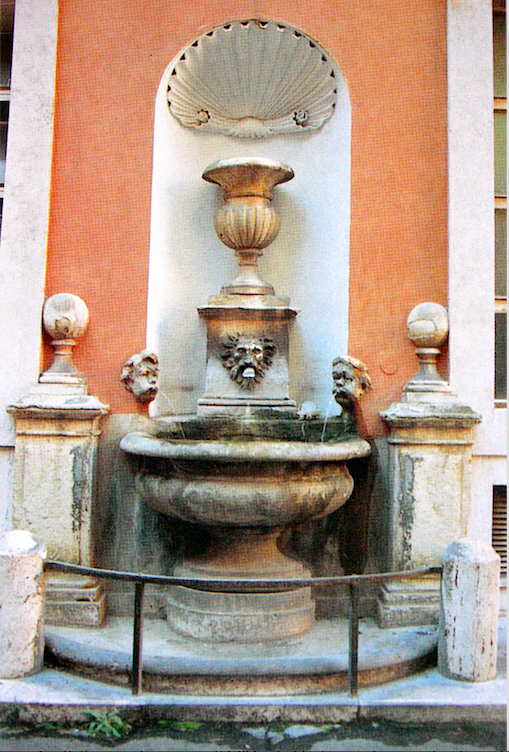
Brunnen im Innenhof

Im Innenhof befinden sich zwei Brunnen aus dem 16. Jahrhundert: einer ist möglicherweise dem Brunnenbauer Giovanni Antonio Nigrone zuzuschreiben, bei dem das Wasser aus einem von zwei Putten umgebenen Löwenkopf sprudelt; der zweite heißt „del Mascherone“ und steht wahrscheinlich im Zusammenhang mit den Anschlussarbeiten an die Acqua Vergine in der zweiten Hälfte des Jahrhunderts.

### Die Renovierung im 19. Jahrhundert durch GregorXVI.

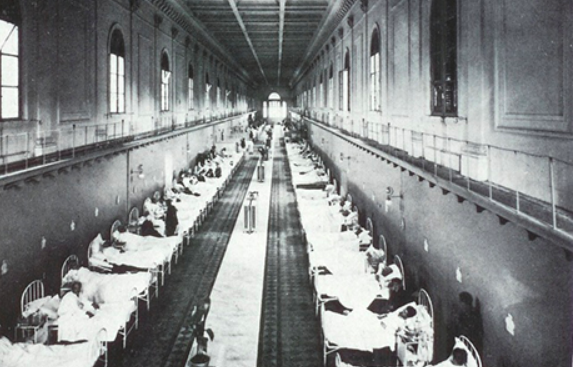
Ansicht der Galleria Genga, benannt zu Ehren des Chirurgen Bernardino Genga da Mondolfo

Die zweite große Umstrukturierung wurde von Papst Gregor XVI. initiiert, der 1836 beschloss, den zwischen dem Archispedale und der Kirche Santa Maria gelegenen Friedhof aus hygienischen und sanitären Gründen (in Rom kam es im selben Jahr zu einer Choleraepidemie) zu schließen und den Architekten Pietro Camporese (il Giovane) mit dem Umbau des gesamten Krankenhauses zu beauftragen. Die Bestattungen wurden nach Verano verlegt, wo der heute gleichnamige Friedhof neu gestaltet wurde.
Ab 1842 wurde das Gebäude auf drei Ebenen, in einem einzigen 450 Meter langen Flügel, reorganisiert: Das Krankenhaus wurde in den ersten Stock verlegt, während das Erdgeschoss für Dienstleistungen genutzt wurde. Das Bauwerk wurde von Camporese in Richtung des Corso verlängert, so dass zwei elegante symmetrische Flügel bis zur Kirche San Giacomo entstanden. Der Bau des neuen Flügels ging jedoch zu Lasten der noch vorhandenen ursprünglichen Kapelle von San Giacomo, neben der Salviati 1600 die Kirche errichtete.
Im 20. Jahrhundert wurde das Krankenhaus durch Ingenieur Carlo Gasbarri total umgeplant. 1954 wurden die hohen Räume horizontal geteilt und zwei neue Fensterreihen eingefügt, wodurch man insgesamt vier Stockwerke erhielt. Der einzige Raum, der die frühere doppelte Höhe beibehielt, ist die Galleria Genga. Diese neuen Einheiten wurden dann intern in zahlreiche weitere Abteilungen unterteilt. In den siebziger Jahren wurden die Gebäude an der Via di Ripetta zur neuen Orthopädischen Station umgebaut.
Im Gebäude befinden sich zahlreiche Gendenktafeln, die seine lange Geschichte dokumentieren, angefangen von der des Kardinals Colonna aus dem 14. Jahrhundert bis hin zu denen aus der Zeit nach dem Risorgimento (vor allem die von 1878), als wichtige Zeugnisse religiöser, ziviler und wissenschaftlicher Persönlichkeiten und von einfachen Bürgern. Die Tafel im Eingangsbereich enthält ein Zitat des Arztes Augusto Murri.

## San Giacomo in der Kunst

### Film

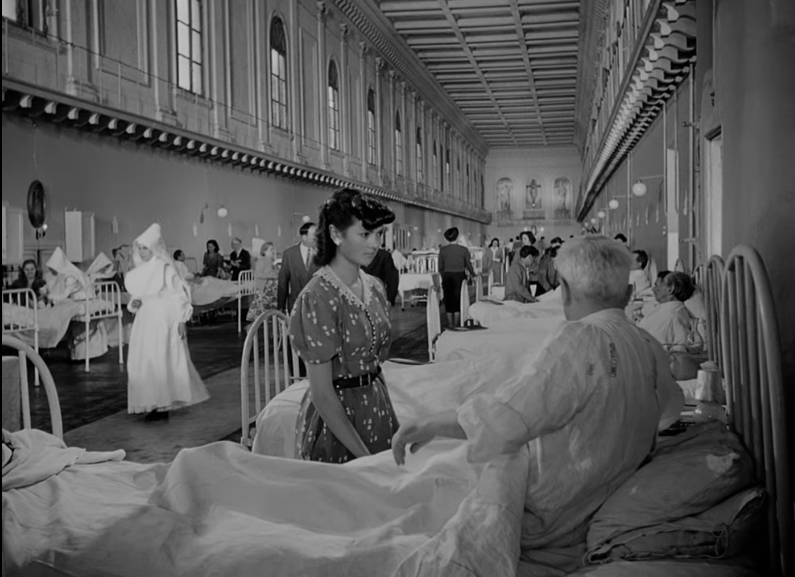
„Umberto D.“ (1952), Krankenhausszene

- Eine Szene aus dem neorealistischen Film Umberto D. von Vittorio De Sica aus dem Jahr 1952 spielt im Inneren des San Giacomo; sie endet in der Via Canova, die auf einer Seite von der charakteristischen Fassade des Krankenhauses geprägt wird.

### Pontifikatsmedaille
Die Pontifikatsmedaille wurde im 14. Pontifikatsjahr von Papst Gregor XVI. anlässlich des Festes von Petrus und Paulus am 29. Juni 1844 geprägt. Sie wurde von Giuseppe Cerbara gestochen, hat einen Durchmesser von 43,5 Millimetern und zeigt auf der Vorderseite die Büste von Papst Gregor XVI., während auf der Rückseite die Kirche San Giacomo zu erkennen ist, an deren Seiten die beiden Kopfseiten des Krankenhauses stehen.

### Wissenswertes
- Die Singer-Songwriter Mauro Di Maggio und Renato Zero wurden in San Giacomo geboren.[118][103]